# Parafia Niepokalanego Serca Najświętszej Maryi Panny i św. Mikołaja w Grabowie nad Prosną
Parafia Niepokalanego Serca Najświętszej Maryi Panny i Świętego Mikołaja w Grabowie nad Prosną – parafia rzymskokatolicka należąca do dekanatu Grabów diecezji kaliskiej. Została utworzona w XIV wieku. Mieści się przy ulicy Grodzkiej. Prowadzą ją księża diecezjalni.